# Vojin Lazarević
Vojin Lazarević (czarn. Bojин Лaзapeвић, ur. 22 lutego 1942 w Nikšiciu) – czarnogórski piłkarz grający na pozycji napastnika. W swojej karierze rozegrał 5 meczów i strzelił 1 gola w reprezentacji Jugosławii.

## Kariera klubowa
Swoją karierę piłkarską Lazarević rozpoczął w klubie Sutjeska Nikšić. W 1962 roku zadebiutował w nim w drugiej lidze jugosłowiańskiej. W sezonie 1963/1964 awansował z Sutjeską do pierwszej ligi. W sezonie 1964/1965 spadł z nią do drugiej ligi.
W 1966 roku Lazarević przeszedł do belgradzkiej Crvenej zvezdy. W sezonach 1967/1968, 1968/1969 i 1969/1970 wywalczył z nią trzy tytuły mistrza Jugosławii. W 1968 i 1970 roku zdobył też Puchar Jugosławii. W sezonie 1968/1969 z 22 golami został królem strzelców jugosłowiańskiej ligi.
Latem 1970 roku Lazarević odszedł ze Crvenej zvezdy do RFC Liège. Na początku 1971 roku został piłkarzem AS Nancy, a w 1972 roku wrócił do Crvenej zvezdy. W sezonie 1972/1973 został mistrzem Jugosławii oraz został najlepszym strzelcem ligi z 25 strzelonymi golami. W 1974 roku grał w Toronto Metros, a swoją karierę kończył w 1975 roku w klubie FK Vrbas.
| Sezon   | Klub             | Kraj              | Rozgrywki     | Mecze | Bramki |
| ------- | ---------------- | ----------------- | ------------- | ----- | ------ |
| 1962/63 | Sutjeska Nikšić  | Jugosławia        | Druga liga    | ?     | 20     |
| 1963/64 | Sutjeska Nikšić  | Jugosławia        | Druga liga    | ?     | 27     |
| 1964/65 | Sutjeska Nikšić  | Jugosławia        | Prva liga     | 25    | 6      |
| 1965/66 | Sutjeska Nikšić  | Jugosławia        | Druga liga    | ?     | 21     |
| 1966/67 | FK Crvena zvezda | Jugosławia        | Prva liga     | 23    | 15     |
| 1967/68 | FK Crvena zvezda | Jugosławia        | Prva liga     | 29    | 21     |
| 1968/69 | FK Crvena zvezda | Jugosławia        | Prva liga     | 34    | 22     |
| 1969/70 | FK Crvena zvezda | Jugosławia        | Prva liga     | 26    | 12     |
| 1970/71 | RFC Liège        | Belgia            | Eerste klasse | 6     | 1      |
| 1970/71 | AS Nancy         | Francja           | Division 1    | 19    | 8      |
| 1971/72 | AS Nancy         | Francja           | Division 1    | 12    | 3      |
| 1971/72 | FK Crvena zvezda | Jugosławia        | Prva liga     | 6     | 9      |
| 1972/73 | FK Crvena zvezda | Jugosławia        | Prva liga     | 34    | 25     |
| 1973/74 | FK Crvena zvezda | Jugosławia        | Prva liga     | 11    | 2      |
| 1974    | Toronto Metros   | Stany Zjednoczone | NASL          | 6     | 4      |
| 1974/75 | FK Vrbas         | Jugosławia        | Druga liga    | ?     | 6      |

## Kariera reprezentacyjna
W reprezentacji Jugosławii Lazarević zadebiutował 17 czerwca 1964 roku w przegranym 1:2 towarzyskim meczu z Rumunią, rozegranym w Belgradzie. Od 1964 do 1969 roku rozegrał w kadrze narodowej 5 meczów i zdobył 1 gola.